# لی یی دام
بک هه وون (کره‌ای: 백혜원؛ زادهٔ ۲۰ مه ۱۹۹۶) که بیشتر با نام هنری لی یی دام (کره‌ای: 이이담) شناخته می‌شود، مدل و بازیگر اهل کره جنوبی است. او حرفه بازیگری خود را با بازی در فیلم کوتاه دو چراغ: رولومینو در سال ۲۰۱۷ آغاز کرد. او به خاطر ایفای نقش در مجموعه‌های نتفلیکس شوالیه سیاه و دوز روزانه آفتاب شناخته می‌شود.

## فیلم‌شناسی

### مجموعه تلویزیونی
| سال       | عنوان        | نقش                  | توضیحات | منابع       |
| --------- | ------------ | -------------------- | ------- | ----------- |
| ۲۰۲۱      | صدا فصل ۴    | لیسا جو (جو سونگ آه) |         | [ ۱ ]       |
| ۲۰۲۱–۲۰۲۲ | شهر ساختگی   | کیم یی سول           |         | [ ۲ ] [ ۳ ] |
| ۲۰۲۴      | ملکهٔ تاج‌گذار | چه ریونگ             |         | [ ۴ ]       |

### مجموعه اینترنتی
| سال  | عنوان                         | نقش        | توضیحات | منابع |
| ---- | ----------------------------- | ---------- | ------- | ----- |
| ۲۰۲۳ | شوالیه سیاه                   | ۴–۱        |         | [ ۵ ] |
| ۲۰۲۳ | دوز روزانه آفتاب              | مین دول ره |         | [ ۶ ] |
| ۲۰۲۵ | آیا این عشق می‌تونه تعبیر بشه؟ | شین جی سون |         | [ ۷ ] |

## افتخارات

### جوایز و نامزدی‌ها
| مراسم جوایز       | سال  | دسته                     | نامزد/اثر        | نتیجه    | منابع |
| ----------------- | ---- | ------------------------ | ---------------- | -------- | ----- |
| جوایز هنری بکسانگ | ۲۰۲۴ | بهترین بازیگر تازه‌کار زن | دوز روزانه آفتاب | نامزدشده | [ ۸ ] |

### فهرست
| ناشر   | سال  | فهرست                   | جایگیری    | منابع |
| ------ | ---- | ----------------------- | ---------- | ----- |
| سینه۲۱ | ۲۰۲۳ | بازیگر زن در حال پیشرفت | گنجانده‌شده | [ ۹ ] |